# Joaquim de Jesus Vieira
 Joaquim de Jesus Vieira (* 17. März 1946 in Nespereira, Gouveia; † 6. August 2022 in Beja) war ein portugiesischer Ringer.

## Biografie
Joaquim de Jesus Vieira nahm bei den Olympischen Sommerspielen 1976 in der Klasse bis 62 kg im griechisch-römischen Stil teil. Nach zwei Niederlagen in Folge schied er vorzeitig aus.